# Emanuel Vogel

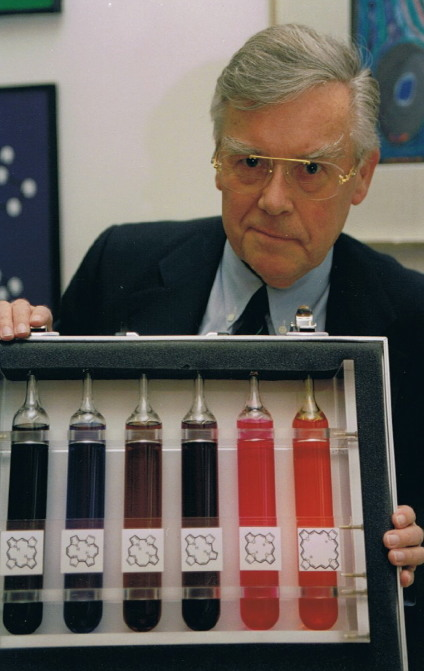
Emanuel Vogel.

Emanuel Vogel, född 2 december 1927 i Ettlingen, död 31 mars 2011 i Karlsruhe, var en tysk kemist.

## Biografi
Vogel studerade kemi i Karlsruhe och disputerade 1952 under Rudolf Criegee. Han hade 1955 en tjänst som postdoktor hos Arthur C. Cope vid Massachusetts Institute of Technology (MIT) i Cambridge, USA, och installerade sig 1957 vid tekniska universitetet i Karlsruhe. Fram till 1961 arbetade Vogel där som föreläsare. 
Från 1961 fram till sin pensionering innehade han en professur som efterträdare till nobelpristagaren Kurt Alder under mer än 35 år vid Institutionen för organisk kemi vid universitetet i Köln. Föremål för hans forskning och ett stort antal publikationer var främst kemin om cykliska, aromatiska föreningar.

## Utmärkelser
För sitt arbete har han fått flera vetenskapliga priser, inklusive hedersdoktorat vid prestigefyllda universitet, medlemskap i akademier samt framstående vetenskapliga priser som
- 1975 Emil Fischer-medaljen av GDCh.
- 1994 Gay-Lussac-Humboldt-priset
- Robert B. Woodward Award för sin banbrytande forskning inom kemi för porfyriner
- Sedan 2014, uppmärksammar universitetet i Köln årligen honom av en av hans elever Engelbert Zass, ETH Zürich, med en Emanuel Vogel-föreläsning. Därtill utdelas prispengar till kemist inom Vogels forskningsfältet, som stipendium vid universitetet i Köln till hans ära.